# Motu One (îles de la Société)
Pour les articles homonymes, voir Motu One et Bellingshausen.
Motu One ou Bellinghausen, est un atoll faisant partie des îles Sous-le-Vent dans l'archipel de la Société, en Polynésie française.

## Géographie
Situé à 550 km au Nord-Ouest de Tahiti, Motu One fait partie de la commune de Maupiti. Cet atoll est à 72 km de l'atoll de Scilly ou Manuae.
Il n'est pas habité de manière permanente.

## Histoire
Motu One signifie « île de sable » en tahitien. Le nom de Bellinghausen dérive de l'appellation que lui donne l'explorateur russe Otto von Kotzebue, en l'honneur du navigateur Fabian Gottlieb von Bellingshausen.
C'est un atoll qui ne dispose pas d'un habitat humain permanent, néanmoins il est fréquent au cours de son histoire que des groupes de Polynésiens s'y installent de façon temporaire. Le lagon est totalement fermé par sa couronne récifale, et il ne dispose donc pas de passes : son accès ne peut s'y faire que par baleinière. Le passage est si étroit, qu'il faut lever les avirons au dernier moment. Ce milieu relativement préservé est l'habitat et le lieu de ponte de nombreuses colonies d'oiseaux marins et de tortues marines.   
Début novembre 1997, le cyclone tropical Martin frappe l'atoll de Mopélia puis passe à l'est des îles Australes provoquant la mort de neuf personnes sur l'atoll de Motu one qui est submergé par la marée de tempête. Quelques jours plus tard, fin novembre 1997, le cyclone Osea passe au nord des Australes, à l'est de Rapa, provoque des dégâts à Bora-Bora, mais c'est à Maupiti qu'il frappe le plus fort avec 95 % des infrastructures de l'île détruites. 